# Список награждённых орденом Ленина в 1942 году

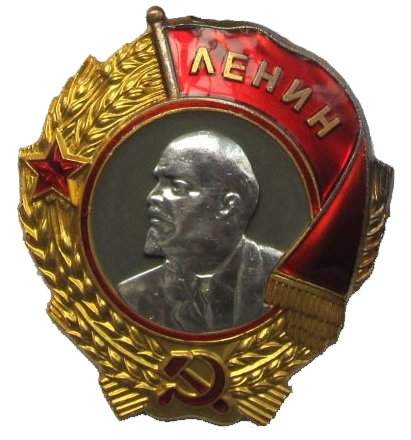
Орден Ленина (1936—1943)

Указами Президиума Верховного Совета СССР от:

## Июль

### 24 июля
- Вожейко, Василий Сидорович (1917—1945) — машинист паровозного депо Хабаровск-2 Дальневосточной ж. д. 